# 1996 en droit
Cet article présente les faits marquants de l'année 1996 en droit.

## Chronologie

### Janvier
- x

### Mai
- 20 mai : Romer v. Evans.

### Décembre
- 30 décembre : France : loi sur l'air et l'utilisation rationnelle de l'énergie.

## Naissances
- x

## Décès
- 1er mars : Susie Marshall Sharp, juriste américaine, première femme Chief Justice de la Cour suprême de Caroline du Nord (° 7 juillet 1907).